# Heiki Sarapuu
Heiki Sarapuu (ur. 11 grudnia 1965 w Valdze) – estoński lekkoatleta.
Sport zaczął trenować w szkole podstawowej za namową ojca, który był nauczycielem wychowania fizycznego, natomiast regularne treningi rozpoczął w liceum, a jego trenerem został Raimond Luts. Następnie jego trenerami byli Olav Karikosk, Toomas Turb i Meelis Minn. W latach 1984–2001 był członkiem estońskiej kadry.
W 1993 roku zdobył srebrny medal igrzysk bałtyckich w biegu na 5000 m z czasem 14:44,52 s. W 1994 roku wystąpił na mistrzostwach świata w półmaratonie, na których zajął 108. miejsce indywidualnie i 22. drużynowo. W 1997 wystartował na mistrzostwach świata w biegach przełajowych, na których był 194. indywidualnie i 23. drużynowo. Rok później na tych samych zawodach uplasował się na 123. pozycji indywidualnie i 23. drużynowo. W 1999, 2000 i 2001 startował na krótszym dystansie i zajmował odpowiednio 89., 129. i 114. miejsce.
Dziewięciokrotny mistrz Estonii w biegach przełajowych z lat 1989, 1990, 1992, 1993 i 1996–2000, wicemistrz z 1988, 1995 i 2003 roku, a także z 2001 roku na krótszym dystansie 4 km oraz brązowy medalista z 1987 i 1991 roku.
Mistrz Estonii w półmaratonie z 1994 roku, biegu na 10 000 m z 1989, 1990 i 1992 roku, biegu na 5000 m z 1989, 1996 i 1997 roku, a także biegu na 1500 m z 1996 roku. Halowy mistrz Estońskiej SRR na 3000 m z 1988 roku. Wicemistrz Estonii w sztafecie 4 × 100 m z 1984, 1991, 1994, 2000 i 2002 roku, biegu na 5000 m z 1990, 1998 i 1999 roku, biegu na 10 000 m z 1991 i 1994 roku, biegu na 3000 m z lat 1992 i 1995–1998 i biegu na 1500 m z 1998 roku, a także brązowy medalista mistrzostw Estonii w biegu na 3000 m z 1987, 1990, 1994 i 2001 roku, biegu na 5000 m z 1992, 1994 i 2000 roku, biegu na 10 000 m z 1993 roku oraz w sztafecie 4 × 1500 m z 1993 i 1996 roku.
W 1991 roku ukończył studia na wydziale wychowania fizycznego Uniwersytetu Pedagogicznego w Tallinnie i w tym samym roku rozpoczął pracę jako nauczyciel wychowania fizycznego w Tallinna Transpordikool. W 1995 roku objął tę posadę w Ülenurme gümnaasium. W 2009 roku został wybrany do rady gminy Ülenurme z listy Meie Kodu. Cztery lata później uzyskał reelekcję, startując z listy Estońskiej Partii Reform. W 2017 roku gmina w wyniku reformy administracyjnej została połączona z gminą Kambja, a Sarapuu ponownie został wybrany do rady nowo utworzonej gminy, startując z listy Estońskiej Partii Reform. W 2021 roku uzyskał reelekcję z listy koalicji wyborczej Hoiame Head. Przez cały ten czas pełnił funkcję przewodniczącego rady gminy. Od 2013 roku jest członkiem zarządu Tartumaa Spordiliit (związku sportowego prowincji Tartu).
Rekordy życiowe:
- 5000 m – 14:21,86 s (Tallinn, 26 maja 1996)[16][17]
- 10 000 m – 29:43,53 s (Tampere, 2 lipca 1995)[17][18][19]
- półmaraton – 1:08:20 (Forssa, 17 czerwca 1995)[17][18][20]
- 3000 m (hala) – 8:24,75 s (Poniewież, 15 lutego 1998)[21]